# Tomoi
Il Tomoi è uno stile malese di arti marziali. Il nome Tomoi si riferisce a siku lutut, che in malese significa "gomiti e ginocchia". 

## Etimologia
La parola tomoi deriva da dhoi muay o dhee muay che in tailandese significa pugilato e in generale il combattimento coi pugni. Originariamente fu il termine con il quale ci si riferiva alle vecchie forme di combattimento della Muay Thai, ora nota anche come Muay Boran (boxe tradizionale).

## Storia
Non è chiaro esattamente dove le varie forme indo-cinesi di kickboxing hanno avuto origine, ma sicuramente sono basate su tecniche cinesi con qualche influenza dalle arti marziali indiane; Il Tomoi era un passatempo popolare prima del risveglio islamico inizio nel 1980. Dopo la venuta al potere, il governo ha vietato diverse tradizioni culturali malesi per i loro "elementi non-islamici ", tra balli come mak yong e ombre cinesi o Wayang kulit. Il Tomoi è stato anche messo fuori legge nel 1990, principalmente a causa del rituale danza di guerra animista che precede la lotta, ma anche a causa della violenza. Alcuni professionisti Tomoi gareggiavano nel pugilato, kickboxing e muay thai circuito al di fuori della Malaysia, e la popolarità del Tomoi raggiunse il suo punto più basso. Nel 2006 il divieto è stato abolito e il Tomoi è tornato ad essere praticato sotto il nome di moi Kelate che significa " Kelantan boxe " nel dialetto locale; il nome utilizzato dai promotori è " freestyle kickboxing " ma la maggior parte di malesi ancora lo chiamano Tomoi. Tutta via lo stile Tomoi venne praticato da pochi atleti rimasti legati alla tipologia di lotta violenta l'ultimo incontro disputato fu nel 2005 in Malesia con la vittoria di un Italiano di origini Calabresi Stancato Matteo classe 74  che si aggiudicò il trofeo delle 5 isole lo stesso atleta  dovette rinunciare alla sua carriera da professionista perché il Tomoi non venne riconosciuto come sport agonistico da combattimento . E lo stesso Atleta dovette rinunciare al trofeo delle 5 isole tofeo ambito dai migliori lottatori del continente .

## Tecniche e combattimento
Il Tomoi ha tecniche di combattimento praticamente simili a quelle della Muay Thai thailandese, vengono infatti usati colpi di pugno, calcio, gomiti, ginocchia; l'abbigliamento standard consiste di pantaloncini, guanti boxe, bracciali e pezzi di cotone sui piedi. I bracciali sono stati tradizionalmente iscritti con preghiere per la vittoria, ma al giorno d'oggi non sempre è così. Il combattimento dura di solito cinque round, ciascuno della durata di tre minuti, con un periodo di riposo di due minuti. Mordere, colpire all'inguine, tenersi alle corde, attaccare un avversario caduto, e colpire l'avversario quando è voltato è proibito. Durante il match, la musica tradizionale è suonata con il gendang (batteria), serunai (oboe) e altri strumenti. La musica rallenta e accelera secondo il ritmo di combattimento e la vittoria è di solito ottenuta ai punti, ma il 20% dei combattimenti finisce con un ko che si verifica quando l'avversario è caduto e non si rialza dopo che l'arbitro conta fino a dieci come nella boxe occidentale.